# Soudorgues
Soudorgues este o comună în departamentul Gard din sudul Franței. În 2009 avea o populație de 275 de locuitori.

## Evoluția populației
| An        | 1975 | 1982 | 1990 | 1999 | 2006 | 2009 |
| --------- | ---- | ---- | ---- | ---- | ---- | ---- |
| Populație | 187  | 185  | 199  | 231  | 266  | 275  |